# Radio A4
Radio A4 est une station de radio locale créée en 1981 et basée à Joinville-le-Pont émettant dans le Val-de-Marne.

## Histoire
La radio naît le 13 novembre 1981 autour d’une équipe constituée par Marie-José Lemoy, directrice du centre culturel Jacques Prévert de Joinville, regroupée dans l’Association pour de développement de l’expression locale (ADEL).
La station propose un programme éclectique avec de la musique classique (C comme classique) et contemporaine (Jazz à 4, RER Rock n’Roll, Chocolat à rocker ou Disco family). Il y a également des animations, comme Radio Gosses ou L’émission des Bill. Le cinéma tient une place importante (4 à 4). Et l’information, absente de la plupart radios locales, est présente avec deux journaux quotidiens couvrant les nouvelles locales et commentant l’actualité nationale. Plusieurs dizaines d’animateurs bénévoles font vivre l’antenne le jour et une bonne partie de la nuit.
En 1983 Radio A4 fusionne avec deux autres stations implantées dans le Val-de-Marne et fondées également en 1981 : Radio Omnibus à Villiers-sur-Marne et Radio Médium au Plessis-Trévise. Le nouveau média, qui conserve les studios de Radio A4 à Joinville, prend le nom de Be Bop,.

## Ancienne fréquence
- Paris / Ile-de-France : 88.7